# Cyanolyca nanus
La ghiandaia nana (Cyanolyca nanus (du Bus de Gisignies, 1847)) è un uccello passeriforme appartenente alla famiglia Corvidae.

## Etimologia
Il nome scientifico della specie, nanus, deriva dal latino e significa "nano", in riferimento alle piccole dimensioni di questi uccelli.

## Descrizione

### Dimensioni
Misura 20-23 cm di lunghezza, per 40-42 g di peso: queste dimensioni rendono la ghiandaia nana il più piccolo fra i corvidi.

### Aspetto
Si tratta di uccelli dall'aspetto tozzo e paffuto, muniti di grossa testa arrotondata dai grandi occhi, becco relativamente corto e conico dalla punta lievemente ricurva, ali digitate, coda piuttosto lunga e dall'estremità squadrata e zampe forti.
Il piumaggio è di colore blu su tutto il corpo, con tendenza ad assumere sfumature grigio-cannella sul dorso, mentre ali e coda sono di colore blu scuro, quest'ultima con superficie inferiore di colore nero: la fronte e la gola sono di colore azzurro chiaro, mentre dai lati del becco parte una banda nera che raggiunge l'area temporale, allargandosi a coprire le guance, così formando una mascherina facciale.
Il becco e le zampe sono di colore nero, mentre gli occhi sono di colore bruno-rossiccio.

## Biologia
Si tratta di uccelli diurni, che vivono da soli o in coppie e passano la maggior parte della giornata alla ricerca di cibo fra le epifite della canopia e della parte alta della foresta.
Il repertorio vocale di questi uccelli è molto limitato, constando di gracchi acuti ripetuti in serie, simili a quelli della ghiandaia propriamente detta.

### Alimentazione
La dieta di questi uccelli, basandosi sui ritrovamenti negli stomaci e sulle osservazioni sul campo, pare essere esclusivamente insettivora.

### Riproduzione
Si tratta di uccelli monogami, la cui stagione riproduttiva comincia verso la fine di marzo: le coppie collaborano nella costruzione del nido (a forma di coppa, costruito con rametti e fibre vegetali intrecciati nella parte distale del ramo di un albero), nella cova (che viene portata avanti dalla sola femmina, col maschio che frattanto si occupa di reperire il cibo e di tenere d'occhio i dintorni del nido) e nell'allevamento della prole. I nidiacei, ciechi ed implumi alla schiusa, si involano a circa tre settimane d'età, riunendosi dopo un'altra decina di giorni in gruppetti assieme ai giovani di altre coppie.

## Distribuzione e habitat
La ghiandaia nana è endemica del Messico sud-orientale, dove popola con areale frammentato il sud del Veracruz e la Sierra Mixteca, al confine fra gli stati di Oaxaca e Puebla. recentemi avvistamenti nel nord-est dell'Hidalgo e nel Querétaro orientale farebbero supporre che la specie è diffusa più a nord di quanto si pensi.
L'habitat di questi uccelli è rappresentato dalla foresta umida montana mista (associazione Pinus-Quercus-Abies) al di sopra dei 1400 m di quota.